# Кітадзава Цуйоші
Кітадзава Цуйоші (яп. 北澤 豪, нар. 10 серпня 1968, Токіо) — японський футболіст.

## Виступи за збірну
1991 року дебютував в офіційних матчах у складі національної збірної Японії. Відтоді провів у формі головної команди країни 58 матчів.

## Статистика виступів
| Збірна Японії | Збірна Японії | Збірна Японії |
| Роки          | Ігри          | голи          |
| ------------- | ------------- | ------------- |
| 1991          | 2             | 0             |
| 1992          | 11            | 1             |
| 1993          | 4             | 0             |
| 1994          | 7             | 1             |
| 1995          | 14            | 1             |
| 1996          | 5             | 0             |
| 1997          | 11            | 0             |
| 1998          | 3             | 0             |
| 1999          | 1             | 0             |
| Усього        | 58            | 3             |

## Титули і досягнення
- У складі збірної:
  - Чемпіон Азії: 1992
- Клубні:
  - Чемпіон Японії: 1991-92, 1993, 1994
  - Володар Кубка Імператора: 1996
  - Володар Кубка Джей-ліги: 1992, 1993, 1994
  - Володар Суперкубка Японії: 1994, 1995
- Особисті:
  - у символічній збірній Джей-ліги: 1994